# David Cournooh
David Reginald Cournooh (Villafranca di Verona, 28 luglio 1990) è un cestista italiano con cittadinanza ghanese, che gioca come playmaker o guardia nella Pallacanestro Brescia.

## Carriera
Nella stagione 2010-11 è stato girato in prestito al Basket Club Ferrara Nell'agosto 2012 firma per la Biancoblù Basket Bologna, e alla prima uscita stagionale contro i Colonials Washington University segna 16 punti risultando il miglior marcatore della squadra. Nell'estate 2013 torna a vestire la maglia della Mens Sana Siena. Nell'estate 2014 firma un contratto biennale con l'Enel Basket Brindisi. Il 23 giugno 2016 firma un biennale con Pistoia, ma il 13 gennaio 2017 viene rilevato dalla Pallacanestro Cantù, con contratto fino al termine della stagione seguente.

## Palmarès
- Campionato italiano: 2

Mens Sana Siena: 2007-2008, 2008-09
- Supercoppa italiana: 1 (revocato)

Mens Sana Siena: 2013
- Basketball Champions League: 1

Virtus Bologna: 2018-2019
- Coppa Italia: 1

Brescia: 2023

## Statistiche
| Cronologia completa delle presenze e dei punti in Nazionale - Italia | Cronologia completa delle presenze e dei punti in Nazionale - Italia | Cronologia completa delle presenze e dei punti in Nazionale - Italia | Cronologia completa delle presenze e dei punti in Nazionale - Italia | Cronologia completa delle presenze e dei punti in Nazionale - Italia | Cronologia completa delle presenze e dei punti in Nazionale - Italia | Cronologia completa delle presenze e dei punti in Nazionale - Italia | Cronologia completa delle presenze e dei punti in Nazionale - Italia |
| Data                                                                 | Città                                                                | In casa                                                              | Risultato                                                            | Ospiti                                                               | Competizione                                                         | Punti                                                                | Note                                                                 |
| -------------------------------------------------------------------- | -------------------------------------------------------------------- | -------------------------------------------------------------------- | -------------------------------------------------------------------- | -------------------------------------------------------------------- | -------------------------------------------------------------------- | -------------------------------------------------------------------- | -------------------------------------------------------------------- |
| 16-12-2012                                                           | Biella                                                               | Italia                                                               | 107 - 92                                                             | World Stars                                                          | All Star Game                                                        | 3                                                                    | [ 5 ]                                                                |
| 13-4-2014                                                            | Ancona                                                               | Italia                                                               | 76 - 59                                                              | World Stars                                                          | All Star Game                                                        | 2                                                                    |                                                                      |
| 17-6-2016                                                            | Trento                                                               | Italia                                                               | 78 - 48                                                              | Rep. Ceca                                                            | Amichevole                                                           | 5                                                                    |                                                                      |
| 18-6-2016                                                            | Trento                                                               | Italia                                                               | 87 - 58                                                              | Cina                                                                 | Amichevole                                                           | 0                                                                    |                                                                      |
| Totale                                                               |                                                                      | Presenze                                                             | 4                                                                    |                                                                      | Punti                                                                | 10                                                                   |                                                                      |